# Marija Ana Tisovic
Marija Ana Tisovic, slovenska političarka, * 31. marec 1942, Zgornja Pristava, † 7. september 2022.
Tisoviceva je bila kot članica NSi poslanka 3. državnega zbora Republike Slovenije.